# Ronde van België 2007
De Ronde van België 2007 werd verreden van 30 mei tot en met 3 juni in België en werd gewonnen door Vladimir Goesev. Aan de start stonden zes ProTour-ploegen, en elf continentale ploegen.

## Startlijst
Skil-Shimano
- 1.  Maarten Tjallingii
- 2.  Maarten den Bakker
- 3.  Floris Goesinnen
- 4.  Masahiro Shinagawa
- 5.  Jin Long
- 6.  Aart Vierhouten
- 7.  Piet Rooijakkers
- 8.  Kenny van Hummel

Predictor-Lotto
- 11.  Leif Hoste
- 12.  Greg Van Avermaet
- 13.  Pieter Mertens
- 14.  Tom Steels
- 15.  Wim Vansevenant
- 16.  Roy Sentjens
- 17.  Bert Roesems
- 18.  Björn Leukemans

Cofidis - Le Crédit par Téléphone
- 21.  Nick Nuyens
- 22.  Kevin De Weert
- 23.  Michiel Elijzen
- 24.  Chris Sutton
- 25.  Sébastien Minard
- 26.  Staf Scheirlinckx
- 27.  Damien Monier
- 28.  Tyler Farrar

Quickstep-Innergetic
- 31.  Gert Steegmans
- 32.  Wouter Weylandt
- 33.  Wilfried Cretskens
- 34.  Steven de Jongh
- 35.  Tom Boonen
- 36.  Kevin Huysmans
- 37.  Sébastien Rosseler
- 38.  Bram Tankink

Rabobank
- 41.  Mathew Hayman
- 42.  Jan Boven
- 43.  Robert Gesink
- 44.  Graeme Brown
- 45.  Kai Reus
- 46.  Thorwald Veneberg
- 47.  Rick Flens
- 48.  Bram de Groot

Discovery Channel
- 51.  Stijn Devolder
- 52.  Tom Danielson
- 53.  Gianni Meersman
- 54.  Fuyu Li
- 55.  Vladimir Goesev
- 56.  Allan Davis
- 57.  Antonio Cruz
- 58.  Fumiyuki Beppu

Unibet.com
- 61.  Jeremy Hunt
- 62.  Matthé Pronk
- 63.  Markus Eichler
- 64.  Gorik Gardeyn
- 65.  Aleksandr Chatoentsev
- 66.  Marco Zanotti
- 67.  Erwin Thijs
- 68.  Stijn Vandenbergh

Chocolade Jacques-Topsport V.
- 71.  Niko Eeckhout
- 72.  Iljo Keisse
- 73.  Glenn D'Hollander
- 74.  Tom Stubbe
- 75.  Jelle Vanendert
- 76.  Evert Verbist
- 77.  Nikolas Maes
- 78.  Johan Coenen

DFL Cyclingnews-Litespeed
- 81.  Nico Mattan
- 82.  Robert Haynes
- 83.  Jeremy Venell
- 84.  Matti Helminen
- 85.  Bernard Sulzberger
- 86.  Rhys Pollack
- 87.  Robby Meul
- 88.  Gert Vanderaerden

Landbouwkrediet-Tönissteiner
- 91.  Bert De Waele
- 92.  Frédéric Amorison
- 93.  David Boucher
- 94.  Bert Scheirlinckx
- 95.  Jan Kuyckx
- 96.  Frédéric Gabriel
- 97.  Filip Meirhaeghe
- 98.  Nico Sijmens

Tinkoff Credit Systems
- 101.  Steffen Weigold
- 102.  Aleksandr Serov
- 103.  Vasil Kiryjenka
- 104.  Ilja Tsjernetski
- 105.  Jörg Jaksche
- 106.  Ruggero Marzoli
- 107. —
- 108.  Anton Mindlin

Team Slipstream
- 111.  Benjamin Johnson
- 112.  Craig Lewis
- 113.  William Frischkorn
- 114.  Peter Stetina
- 115.  Tyler Butterfield
- 116.  Michael Friedman
- 117.  Caldwell Blake
- 118.  Kilian Patour

Davitamon-Win for Life
- 121.  Steven De Neef
- 122.  Kristof De Zutter
- 123.  Ingmar De Poortere
- 124.  Kristof Goddaert
- 125.  Gregory Joseph
- 126.  Maarten Neyens
- 127.  Jürgen Roelandts
- 128.  Sven Van den Houte

PWC Bodysol-Euromillions
- 141.  Kévyn Ista
- 142.  Jérémy Burton
- 143.  Thomas Brochard
- 144.  Kévin Van Melsen
- 145.  Laurent Fontaine
- 146.  François Roossens
- 147.  Fabio Polazzi
- 148.  Michael Polazzi

Palmans-Cras
- 151.  Davy Commeyne
- 152.  Marc Streel
- 153.  Jens Renders
- 154.  Jurgen Vanloocke
- 155.  Bobbie Traksel
- 156.  Christoph Roodhooft
- 157.  Niels Albert
- 158.  Frederik Penne

Sunweb Pro Job
- 161.  Kenny Geluykens
- 162.  Jehudi Schoonacker
- 163.  Tom Vannoppen
- 164.  Sven Vanthourenhout
- 165.  Jan Verstraeten
- 166.  David Willemssens
- 167.  Maxim Debusschere
- 168.  Steven De Caluwé

## Etappe-overzicht
| etappe | datum  | start    | finish            | afstand  | winnaar         | klassementsleider |
| ------ | ------ | -------- | ----------------- | -------- | --------------- | ----------------- |
| 1e     | 30 mei | Oostende | Oostende          | 182 km   | Wouter Weylandt | Wouter Weylandt   |
| 2e     | 31 mei | Oostende | Buggenhout        | 179,6 km | Gorik Gardeyn   | Greg Van Avermaet |
| 3e     | 1 juni | Herzele  | Herzele (tijdrit) | 16,7 km  | Vladimir Goesev | Vladimir Goesev   |
| 4e     | 2 juni | Herzele  | Aywaille          | 199,7 km | Robert Gesink   | Vladimir Goesev   |
| 5e     | 3 juni | Aywaille | Putte             | 184,8 km | Tom Boonen      | Vladimir Goesev   |

## 1e etappe Oostende-Oostende
De wind speelt vanaf de start een grote rol in deze eerste etappe. Het peloton breekt bijna meteen in drie stukken. In de eerste groep van zo'n zeventig renners houdt men het tempo er goed in. De tweede en derde groep komen nog wel samen, maar zien de kopgroep pas aan de streep weer terug.
De situatie in wedstrijd blijft vervolgens ongewijzigd tot op zo'n twintig kilometer van de finish er aantal ontsnappingspogingen zijn. Op 22 km van de meet probeert Roy Sentjens het, maar onder aanvoering van Tom Boonen komt het hele pak terug. Twee kilometer verderop proberen Markus Eichler en Glen D'Hollander het. Acht kilometer verder worden ook zij teruggegrepen.
Met name de ploegen Quick·Step-Innergetic en Skil-Shimano voeren het tempo, in voorbereiding op de massasprint hoog op. Die massasprint komt er dan ook, al is de groep nog maar zo'n dertig renners groot. Wouter Weylandt wordt de eerste leider van deze Ronde. Hij wint de sprint voor de Brit Jeremy Hunt en Greg Van Avermaet.
Rituitslag
| rang | renner            | land                | tijd       |
| ---- | ----------------- | ------------------- | ---------- |
| 1    | Wouter Weylandt   | België              | 3u 52' 49" |
| 2    | Jeremy Hunt       | Verenigd Koninkrijk | z.t.       |
| 3    | Greg Van Avermaet | België              | z.t.       |
| 4    | Tyler Farrar      | Verenigde Staten    | z.t.       |
| 5    | Graeme Brown      | Australië           | z.t.       |
| 6    | Sven Renders      | België              | z.t.       |
| 7    | Janek Tombak      | Estland             | z.t.       |
| 8    | Frédéric Amorison | België              | z.t.       |
| 9    | Niko Eeckhout     | België              | z.t.       |
| 10   | Vladimir Goesev   | Rusland             | z.t.       |

Tussenstand in klassementen na 1e etappe
| klassement       | renner                   | land   |
| ---------------- | ------------------------ | ------ |
| Alg. klassement  | Wouter Weylandt          | België |
| Puntenklassement | Wouter Weylandt          | België |
| Tussensprints    | Sébastien Rosseler       | België |
| Bergklassement   | nog geen punten verdeeld |        |

## 2e etappe Oostende-Buggenhout
Een peloton van 128 renners begint aan de tweede etappe met daarin de eerste hellingen. Bekende namen uit onder andere het parcours van de Ronde van Vlaanderen moeten worden bedwongen; de Berendries, Tenbosse, Muur van Geraardsbergen en Bosberg. De laatste ligt echter nog op 60 kilometer van de finish, zodat er nog een lange finale te rijden is.
In de eerste vijftig kilometer zijn er een aantal ontsnappingen, maar niemand neemt afstand. Met nog 125 km te gaan rijdt een groepje van zes renners weg die wél voorsprong kunnen nemen. De zes vluchters zijn Pieter Mertens (Predictor-Lotto), Matthé Pronk (Unibet.com), Iljo Keisse (Chocolade Jacques), Nico Sijmens (Landbouwkrediet), William Frischkorn (Team Slipstream) en Steven De Neef (Davitamon-Win for Life). De zes pakken bijna een minuut, maar onder invloed van Quick·Step-Innergetic komt het peloton daarna snel terug. Mertens, Pronk, en Frischkorn zijn al ingelopen als Jarno Van Mingeroet naar de drie resterende koplopers Keisse, De Neef en Sijmens toespringt. Met z'n vieren bouwen ze de voorsprong weer terug uit van 10 seconden tot zo'n vijf minuten. Matthé Pronk is er intussen in geslaagd om weer aan te sluiten bij de vier, zodat we met vijf koplopers aan de Berendries beginnen. In het algemeen klassement staan alle vijf op veertien minuten achterstand van zwartetruidrager Wouter Weylandt, en het peloton laat hen tot aan de Berendries begaan.
Sijmens komt als eerste boven op de Berendries, Van Mingeroet is tweede, Keisse derde. Pronk en De Neef volgen. Met nog 75 kilometer te gaan demarreert Van Mingeroet om als eerste boven op de Muur van Geraardsbergen te passeren. Ook op de Bosberg komt Van Mingeroet nog alleen voorbij. Hiermee heeft hij zijn doel voor de dag, leider in de stand om het bergklassement, kennelijk bereikt, want hij laat zich weer inlopen door z'n medevluchters.
Een groep van 16 renners rijdt op 55 km van de finish weg van het peloton en haalt de vijf koplopers bij. De namen: Maarten Tjallingii, Piet Rooijakkers, Greg Van Avermaet, Pieter Mertens, Björn Leukemans, Nick Nuyens, Kevin De Weert, Sébastien Minard, Vladimir Goesev, Bram Tankink, Nikolas Maes, Johan Coenen, Ruggero Marzoli, Robert Gesink, en Jelle Vanendert. Tjallingii en Van Avermaet, eerste en tweede bij de eerste tussensprint van de dag, zijn opvallende namen in deze groep. Tjallingii won de Ronde van België in 2006, en Van Avermaet staat tweede in deze editie.
Vooraan wordt stevig doorgereden, onder andere door Nuyens en Van Avermaet, maar in het peloton voert Quickstep het tempo op om de leiderstrui van Weylandt te verdedigen. Vlak voor de tweede tussensprint is de voorsprong teruggelopen tot 45 seconden. Van Avermaet wint deze spurt voor Tankink en Minard. Zelfs leider Weylandt doet kopwerk in het peloton, en de voorsprong loopt, ondanks storend werk van de andere ploegen, terug tot zo'n 20 seconden bij het ingaan van de laatste twintig kilometer. Op 16 kilometer ligt de streep voor de laatste tussensprint van de dag. Van Avermaet haalt het opnieuw, voor Tankink en Goesev. Met de tussensprints verzamelt Van Avermaet genoeg bonificatieseconden om de nieuwe leider in het algemeen klassement te worden als hij in de laatste fase geen achterstand oploopt.
Op 9 kilometer van de finish is de hergroepering een feit. Nog in dezelfde kilometer probeert Van Avermaet opnieuw weg te komen. Hij krijgt Tankink en Minard mee, maar veel ruimte krijgen ze niet. Rabobank zet zich aan kop, en we lijken af te stevenen op een massasprint. Discovery voert het tempo in de laatste twee kilometer nog verder op.
In de laatste kilometer springt Gorik Gardeyn onverwacht weg uit het peloton. De renner van Unibet heeft goed opgelet bij de eerste doorkomst, en de haakse linkerbocht op 500 meter als bijzonder lastig voor een sprintend peloton ingeschat. Hij verrast alle sprintersploegen in de laatste kilometer en wint de tweede etappe voor Allan Davis en Tyler Farrar.
Van Avermaet heeft onderweg inderdaad voldoende seconden gesprokkeld om zich als leider in het klassement te kunnen laten huldigen. Ook in het punten- en sprintklassement staat hij nu eerste. Van Mingeroet voert het bergklassement aan.
| rang | renner            | land             | tijd       |
| ---- | ----------------- | ---------------- | ---------- |
| 1    | Gorik Gardeyn     | België           | 4u 06' 03" |
| 2    | Allan Davis       | Australië        | z.t.       |
| 3    | Tyler Farrar      | Verenigde Staten | z.t.       |
| 4    | Wouter Weylandt   | België           | z.t.       |
| 5    | Tom Steels        | België           | z.t.       |
| 6    | Kenny van Hummel  | Nederland        | z.t.       |
| 7    | Frédéric Amorison | België           | z.t.       |
| 8    | Aleksandr Serov   | Rusland          | z.t.       |
| 9    | Niko Eeckhout     | België           | z.t.       |
| 10   | Jens Renders      | België           | z.t.       |

Tussenstand in klassementen na 2e etappe
| klassement       | renner              | land   |
| ---------------- | ------------------- | ------ |
| Alg. klassement  | Greg Van Avermaet   | België |
| Puntenklassement | Greg Van Avermaet   | België |
| Tussensprints    | Greg Van Avermaet   | België |
| Bergklassement   | Jarno Van Mingeroet | BEL    |

## 3e etappe Herzele-Herzele (individueletijdrit)
De derde etappe is een individuele tijdrit over 16,7 kilometer in Herzele op een technisch parcours. Er moet niet alleen veel geschakeld worden, maar door de regen is het bovendien goed opletten. Alleen de laatste renners die starten rijden in droog weer.
Vroeg in de wedstrijd rijdt Jörg Jaksche een tijd die lang blijft staan als beste tijd, en die uiteindelijk goed zal blijken voor een plaats bij de eerste tien in de rituitslag. Leif Hoste en Bert Roesems, beiden van Predictor-Lotto zijn na elkaar gestart en klokken de beste tussentijden halverwege. Ze doen wel beter dan Jaksche, maar komen tekort voor het podium. Tom Danielson van Discovery heeft inmiddels een snellere tijd neergezet, waar alleen ploeggenoot Vladimir Goesev en Sébastien Rosseler nog onderduiken. Goesev pakt de rit, en heeft voldoende voorsprong om de zwarte trui, als leider in het algemeen klassement, over te nemen van Greg Van Avermaet. Aan het einde van de tweede etappe had deze al aangekondigd dat de tijdrit hem niet zou liggen. Hij rijdt, met een 26e plaats, niettemin een verdienstelijke tijdrit. Zwart is hij kwijt, maar rood en geel zitten nog wel om zijn schouders. De verrassing van de dag is Rabo-renner Rick Flens die een knappe vierde tijd neerzet.
| rang | renner             | land             | tijd    |
| ---- | ------------------ | ---------------- | ------- |
| 1    | Vladimir Goesev    | Rusland          | 20' 21" |
| 2    | Sébastien Rosseler | België           | op 18"  |
| 3    | Tom Danielson      | Verenigde Staten | op 31"  |
| 4    | Rick Flens         | Nederland        | op 32"  |
| 5    | Bert Roesems       | België           | op 33"  |
| 6    | Maarten Tjallingii | Nederland        | op 39"  |
| 7    | Leif Hoste         | België           | op 43"  |
| 8    | Jörg Jaksche       | Duitsland        | op 44"  |
| 9    | Kevyn Ista         | België           | op 51"  |
| 10   | Gianni Meersman    | België           | op 51"  |

Tussenstand in klassementen na 3e etappe
| klassement       | renner              | land    |
| ---------------- | ------------------- | ------- |
| Alg. klassement  | Vladimir Goesev     | Rusland |
| Puntenklassement | Greg Van Avermaet   | België  |
| Tussensprints    | Greg Van Avermaet   | België  |
| Bergklassement   | Jarno Van Mingeroet | België  |

## 4e etappe Herzele-Aywaille
De vierde etappe van Herzele naar Aywaille, door de Belgische Ardennen, is de koninginnenrit van deze editie. Vandaag moeten de renners over drie serieuze hellingen: de Muur van Hoei, de Côte de Fraiture en in volle finale La Redoute.
Van bij de start is er volop actie, en volgen de aanvallen elkaar op. De jonge Rabo-renner Kai Reus is bij iedere aanval betrokken. Hij zit ook bij de eerste vluchtpoging die eindelijk wel stand houdt. Na 75 kilometer rijdt een groep van 11 renners weg die uiteindelijk 3´30´´ voorsprong neemt. Naast Reus zien we Wim Vansevenant (Predictor-Lotto), Sébastien Minard (Cofidis), Gert Steegmans (Quick·Step-Innergetic), Gianni Meersman (Discovery Channel), Jeremy Hunt (Unibet.com), Tom Stubbe (Chocolade Jacques), Nico Sijmens (Landbouwkrediet), Jörg Jaksche (Tinkoff), Janek Tombak (Jartazi) en Michael Polazzi (Pole Continental) terug in de kopgroep.
Tot aan de Muur van Hoei blijven de elf voorop, en opnieuw is het Reus die in de aanval gaat, ditmaal samen met Tom Stubbe. Net na de door Stubbe gewonnen tussensprint sluiten Gert Steegmans en Jörg Jaksche bij het tweetal aan. Ze nemen nog 17 seconden, maar bij aanvang van de Côte de Fraiture, met nog 30 km wedstrijd, worden ze ingelopen.
Op deze Côte de Fraiture zet Pieter Mertens aan. Hij krijgt Nick Nuyens, Ruggero Marzoli, en Robert Gesink mee. De tempoversnelling breekt het peloton op. Een sterk uitgedund peloton krijgt het ontsnapte viertal na een snelle afdeling terug te pakken. Net voor de laatste tussensprint van dag, die gewonnen wordt door Greg Van Avermaet die daarmee zijn leidende positie in dit nevenklassement verstevigt.
Vooraan gaan nu Matthé Pronk en Rick Flens in de aanval. Ze slaan een klein gaatje, maar Discovery Channel van leider Vladimir Goesev laat uiteraard niet begaan. Flens staat immers derde op 34 seconden van de Rus. De twee komen dan ook niet weg, en met Discovery op kop van wat er over is van het peloton wordt aan La Redoute begonnen. Robert Gesink heeft het wiel van Jelle Vanendert gekozen. Via zijn oortje vanuit de wagen gecoacht kiest hij het moment voor de aanval, en slaat een kloofje. Alleen Vanendert kan nog reageren. Leif Hoste probeert nog aan te klampen, maar moet de twee laten gaan. Ook Vanendert kan het tempo van Gesink niet langer volgen. Die breidt z´n voorsprong in de afdeling uit, en bereikt met voorsprong de streep in Aywaille. Hoste wint de sprint voor de tweede plaats voor Bert De Waele. Goesev blijft leider in het algemeen klassement. Van Avermaet blijft leider in punten- en tussensprint-klassement. Van Mingeroet in het bergklassement.
| rang | renner             | land      | tijd     |
| ---- | ------------------ | --------- | -------- |
| 1    | Robert Gesink      | Nederland | 4u30'59" |
| 2    | Leif Hoste         | België    | 0:00:13  |
| 3    | Bert De Waele      | België    | 0:00:13  |
| 4    | Jelle Vanendert    | België    | 0:00:13  |
| 5    | Maarten Tjallingii | Nederland | 0:00:13  |
| 6    | Vasil Kiryjenka    | BLR       | 0:00:13  |
| 7    | Vladimir Goesev    | Rusland   | 0:00:13  |
| 8    | Tom Danielson      | USA       | 0:00:17  |
| 9    | Pieter Mertens     | België    | 0:00:44  |
| 10   | Sven Nevens        | België    | 0:00:44  |

Tussenstand in klassementen na 4e etappe
| klassement       | renner              | land    |
| ---------------- | ------------------- | ------- |
| Alg. klassement  | Vladimir Goesev     | Rusland |
| Puntenklassement | Greg Van Avermaet   | België  |
| Tussensprints    | Greg Van Avermaet   | België  |
| Bergklassement   | Jarno Van Mingeroet | België  |

## 5e etappe Aywaille-Putte
De slotetappe voert van Aywaille naar Putte. Het peloton telt nog 120 renners. De tweede serieuze aanval van dag, na 19 km koers, is meteen de goede. Vier renners geraken weg; opnieuw Kai Reus, gisteren ook al bijzonder actief, Nico Sijmens, Pieter Mertens, en Jarno Van Mingeroet, die inmiddels de overwinning in het bergklassement al op zak heeft.
De vluchtpoging van de vier zal uiteindelijk 155 kilometer dragen. Pas in de plaatselijke ronde, op 10 km van de streep, vindt de hergroepering plaats. De verstandhouding onderling is tijdens de vlucht behoorlijk verstoord geweest, na een aantal demarrages van Sijmen, en daarna nog een poging van Reus. Onderweg heeft Van Mingeroet alle drie de tussensprints gewonnen. Dit verandert echter niets aan de eindstand in dit nevenklassement; dit blijft voor Greg Van Avermaet.
In de laatste kilometers maakt het peloton zich op voor de massasprint. Quick·Step maakt geen fout, en brengt Tom Boonen in een goed treintje naar de eindstreep. De rit is voor Boonen, de eindoverwinning voor Vladimir Goesev.
| rang | renner            | land      | tijd     |
| ---- | ----------------- | --------- | -------- |
| 1    | Tom Boonen        | België    | 4u14'12" |
| 2    | Kenny van Hummel  | Nederland | 00:00:00 |
| 3    | Allan Davis       | AUS       | 00:00:00 |
| 4    | Gorik Gardeyn     | België    | 00:00:00 |
| 5    | Greg Van Avermaet | België    | 00:00:00 |
| 6    | Frédéric Amorison | Frankrijk | 00:00:00 |
| 7    | Jeremy Hunt       | GBR       | 00:00:00 |
| 8    | Roy Sentjens      | België    | 00:00:00 |
| 9    | Wouter Weylandt   | België    | 00:00:00 |
| 10   | Tyler Farrar      | USA       | 00:00:00 |

## Eindklassementen
| Algemeen klassement |                    |                       |           |
| Plaats              | Naam               | Ploeg                 | Tijd      |
| Zilveren trui       | Vladimir Goesev    | Discovery Channel     | 17u04'34" |
| 2                   | Maarten Tjallingii | Skil-Shimano          | +00'39"   |
| 3                   | Leif Hoste         | Predictor-Lotto       | +00'40"   |
| 4                   | Sébastien Rosseler | Quick Step-Innergetic | +00'53"   |
| 5                   | Rick Flens         | Rabobank              | +01'13"   |
| 6                   | Bert Roesems       | Predictor-Lotto       | +01'14"   |
| 7                   | Gianni Meersman    | Discovery Channel     | +01'25"   |
| 8                   | Bert De Waele      | Landbouwkrediet-T.    | +01'32"   |
| 9                   | Greg Van Avermaet  | Predictor-Lotto       | +01'34"   |
| 10                  | Maarten den Bakker | Skil-Shimano          | +02'16"   |

| Puntenklassement |                   |                       |        |
| Plaats           | Naam              | Ploeg                 | Punten |
| Groene trui      | Greg Van Avermaet | Predictor-Lotto       | 76     |
| 2                | Wouter Weylandt   | Quick Step-Innergetic | 60     |
| 3                | Tyler Farrar      | Cofidis               | 51     |

| Sprintklassement |                     |                       |        |
| Plaats           | Naam                | Ploeg                 | Punten |
| Witte trui       | Greg Van Avermaet   | Predictor-Lotto       | 37     |
| 2                | Jarno Van Mingeroet | Jartazi Promo Fashion | 24     |
| 3                | Sébastien Rosseler  | Quick Step-Innergetic | 16     |

| Bergklassement |                     |                            |        |
| Plaats         | Naam                | Ploeg                      | Punten |
| Rode trui      | Jarno Van Mingeroet | Jartazi Promo Fashion      | 27     |
| 2              | Robert Gesink       | Rabobank                   | 20     |
| 3              | Iljo Keisse         | Chocolade Jacques-Topsport | 18     |